# Carl Dahl
|  | For den danske embedsmand, se Carl Dahl (stiftamtmand) (1810-1870) |
Niels Carl Michaelius Flindt Dahl eller Niels Carl Michael Flindt Dahl (født 24. marts 1812 i Faaborg, død 7. april 1865 på 7. april 1865) var en dansk marinemaler, søn af kammerråd og toldinspektør Dahl i Faaborg.
Fra 1830 besøgte han Kunstakademiet, samtidig med at han hos C.W. Eckersberg uddannede sig til sømaler og med iver lagde sig efter perspektivets studium. Han begyndte at udstille 1837, og 1849 vandt han den Neuhausenske pengepræmie for Skibe, der ere passerede Kronborg. Han fik Akademiets rejseunderstøttelse i to år og opholdt sig mest i Italien og ved Middelhavet. 
Skønt han havde et grundigt kendskab til skibenes udseende og perspektivets love, forstod han ikke at forene sand malerisk frihed nok til ret at give hans billeder kunstnerisk værdi. Hans betydeligste arbejde Søtræfningen ved Helgoland i Den Kongelige Malerisamling, hans sidste større arbejde, tiltaler mere ved sin jævne troværdighed end ved liv og friskhed. Dahl blev 1844 gift med Pouline Birgitte Weber (d. 1850).

## Billeder
| - Værker af Carl Dahl - Larsens Plads ved havneområdet i København, 1840 - Reden ved Lissabon, 1843 Lissabons rhed - Fregatten Thetis og korvetten Flora på Tajofloden ved aftenbelysning, 1844 - Fregat i en storm med rebede undersejl, 1846 - Transportflåden i Svendborg Sund, 1848 - Parti ved Catalans, 1840'erne Coastal view at Catalans - “Rhone” af Marseille på bedding i Marseille havn, 1852 - Sommerlandskab med en bæk, 1860 Sommerlandschaft mit Bach - Engelsk hjuldamper samt skonnert for fuld sejl på åbent hav, 1860 - Linjeskibet ”Frederik den Sjette“ i en bramsejlskuling, ca. 1862 - Søtræfningen ved Helgoland, 1864 - Søtræfningen ved Helgoland, 1864 - Skibe ud for Kronborg. Mellem 1830 og 1865 - Hjuldampskibet Geiser og en kanonbåd i Alssund ud for Sønderborg Slot under kampen ved Sundeved i 1848. Malet mellem 1848 og 1865 - A.F. Tscherning viser to bønder statuen af Vulcan i Thorvaldsens Museum. Mellem 1860 og 1865 |